# جامه‌شوران سفلی (بخش مرکزی کرمانشاه)
جامه‌شوران سفلی (کرمانشاه)، روستایی از توابع بخش مرکزی شهرستان کرمانشاه در استان کرمانشاه ایران است.

## جمعیت
این روستا در دهستان قره‌سو قرار دارد و بر پایه سرشماری مرکز آمار ایران در سال ۱۳۸۵، جمعیت آن ۱۹۱ نفر (۳۸خانوار) بوده‌است.